# Municipio de Union (condado de Gibson)
El municipio de Union (en inglés: Union Township) es un municipio ubicado en el condado de Gibson en el estado estadounidense de Indiana. En el año 2010 tenía una población de 4197 habitantes y una densidad poblacional de 32,14 personas por km².

## Geografía
El municipio de Union se encuentra ubicado en las coordenadas 38°14′59″N 87°33′17″O / 38.24972, -87.55472. Según la Oficina del Censo de los Estados Unidos, el municipio tiene una superficie total de 130.6 km², de la cual 130,3 km² corresponden a tierra firme y (0,23 %) 0,3 km² es agua.

## Demografía
Según el censo de 2010, había 4197 personas residiendo en el municipio de Union. La densidad de población era de 32,14 hab./km². De los 4197 habitantes, el municipio de Union estaba compuesto por el 97,09 % blancos, el 0,41 % eran afroamericanos, el 0,1 % eran amerindios, el 0,83 % eran asiáticos, el 0,45 % eran de otras razas y el 1,12 % eran de una mezcla de razas. Del total de la población el 0,6 % eran hispanos o latinos de cualquier raza.